# Forging the Eclipse
Albums de Neaera
Omnicide – Creation Unleashed
(2009)
Forging the Eclipse est le cinquième et dernier album studio en date du groupe de death metal mélodique allemand Neaera, sorti le 26 octobre 2010 sous le label Metal Blade Records.

## Composition du groupe
- Benjamin Hilleke – chant
- Stefan Keller – guitare
- Tobias Buck – guitare
- Benjamin Donath – basse
- Sebastian Heldt – batterie

## Liste des titres
1. The Forging - 1:00
2. Heaven's Descent - 3:41
3. In Defiance - 3:16
4. Eight Thousand Sorrows Deep - 4:17
5. Arise Black Vengeance - 3:04
6. Rubikon - 2:52
7. Sirens of Black - 4:31
8. Certitude - 2:50
9. Exaltation - 3:28
10. Tyranny of Want - 3:35
11. The Prophecy - 3:37
12. And to Posterity a Plague - 3:44